# Barbara Adam
Barbara E. Adam (3 de maig de 1945) és una sociòloga i acadèmica britànica retirada. Està especialitzada en teoria social particularment en referència al temps. Des de 1988 fins a la seva jubilació al 2011, va ensenyar a la Universitat de Cardiff; va ser nomenada Professora de Sociologia al 1999. Va ser editora fundadora de la revista científica Time & Society.

## Treballs seleccionats
- Adam, Barbara. Time and social theory.  Oxford: Polity, 1990. ISBN 978-0745607405.
- Adam, Barbara. Timewatch: The Social Analysis of Time.  Cambridge: Polity Press, 1995. ISBN 978-0745610207.
- Adam, Barbara. Timescapes of Modernity: The Environment and Invisible Hazards.  Londres: Routledge, 1998. ISBN 978-0415162746.
- Environmental Risks and the Media.  Londres: Routledge, 1999. ISBN 978-0415214469.
- Adam, Barbara. Time.  Cambridge: Polity, 2004. ISBN 978-0745627779.
- Adam, Barbara; Groves, Chris. Future Matters: Action, Knowledge, Ethics.  Leiden: Brill, 2007. ISBN 978-9004161771.